# 西沟村
36°08′34″N 113°26′18″E / 36.14277°N 113.43837°E
西沟村，山西省平顺县西沟乡的一个行政村。西沟全村面积30500亩，耕地1080亩，辖9个自然庄，660户，1932口人。中华人民共和国成立后很长时间内，西沟村是全国地图上唯一标出的行政村。

## 早期
1943年2月6日，李顺达联络其他六户农民，在西沟村创办了太行山第一个互助组，发展生产，支援抗战。
1951年12月10日，李顺达组织26户农民在西沟办起初级农业生产合作社，并定名为“西沟农林牧生产合作社”。李顺达当选社长、申纪兰担任副社长。1952年3月，李顺达获得农业部“爱国丰产金星奖”(1954年颁发“爱国丰产金星奖章”，全国仅4人获此荣誉，其中一人为临近西沟村的川底村的郭玉恩）。此后，李顺达把社名改为“西沟金星农林牧生产合作社”。
1955年，毛泽东主持编辑《中国农村的社会主义高潮》一书（1956年出版）时，收入了中共平顺县委书记李琳、新华社驻山西分社记者马明撰写的介绍该社事迹的《勤俭办社，建设山区》一文，毛泽东为此文撰写按语。西沟村名扬全中国。

## 组成
西沟村由池底、刘家底、东峪、辉沟、南赛、东峪沟等9个自然庄组成。

## 景点
西沟村现有西沟展览馆、李顺达故居、李顺达纪念亭、金星峰等红色旅游景点。
西沟展览馆
始建于1968年，1971年开馆。现展馆系统地展示了全国著名劳模李顺达、申纪兰带领西沟人民艰苦奋斗的历史。
李顺达故居
2013年7月1日揭牌并对外开放，陈列了许多珍贵照片、文献资料和他用过的劳动工具。

## 发展
西沟铁合金厂
西沟村当地有丰富的硅矿资源，1987年11月8日，一座电炉容量1800千伏安的铁合金厂正式点火生产。2003年因环保问题关停。
山西纪兰饮料有限公司
村里有3万株核桃树，西沟村想到了搞核桃深加工。1995年3月，山西安泰集团出资105万，西沟村委会出资45万，合资注册了山西安泰纪兰饮料公司，注册资本150万。申纪兰是法定代表人，并担任董事长，但是她既无股份也不从公司领工资。
1998年，山西安泰纪兰饮料公司捆绑资产入股山西夏普赛尔集团，组建山西夏普赛尔纪兰饮料有限公司。后变更为山西纪兰饮料有限公司，山西安泰纪兰饮料有限公司占股74.62%。2004年，纪兰核桃露被评为山西省著名商标。
山西纪兰潞秀家纺有限公司
山西襄子老粗布与西沟村合作经营的一个生产基地，最初叫长治市潞秀商贸有限公司，经申纪兰、西沟村委会同意，改为长治市纪兰潞秀商贸有限公司。后又更名为山西纪兰潞秀家纺有限公司。
山西太子龙服饰有限公司
2016年，与浙江省太子龙服饰企业合作建立山西太子龙服饰有限公司。西沟村以集体土地入股，占股40%。
山西曦晟源科贸有限公司
2018年，同样以集体土地入股，西沟村与山西曦晟园科贸公司合作发展沙棘产业。
此外，西沟村还有平顺恒瑞石材有限公司、平顺潞麻农业科技有限公司、山西华海亿达房地产开发有限公司、山西西沟兰达工程有限公司、山西澋穗农业开发有限公司、山西西沟英才拓展训练有限公司等公司。
相关代言
1998年，西沟村张健、雷汉龙在太原挂牌成立山西纪兰商贸公司，向西沟村委会上交代言宣传费。
2010年，申纪兰成为山西襄子老粗布形象代言人，公司每年给予西沟村委会广告费。

## 荣誉
西沟村获得全国文明村、全国爱国主义教育示范基地、全国廉政教育基地、全国红色旅游经典景区等多项荣誉。
2019年12月25日，入选第一批国家森林乡村名单。